# 川島健 (英文学者)
川島 健（かわしま たけし、1969年 - ）は、日本の英文学者、同志社大学教授。

## 人物・来歴
東京都生まれ。1997年早稲田大学第一文学部卒業、2008年年東京大学大学院総合文化研究科比較文学比較文化博士課程修了、「ベケット・ポリティックス サミュエル・ベケットと1930年代アイルランド・ナショナリズム」で東京大学学術博士。2008年早稲田大学高等研究所助教、2009年ロンドン大学ゴールドスミス校大学院英文学コースMPhil、広島大学文学研究科准教授、2011年福原麟太郎賞受賞。2015年同志社大学文学部准教授、16年教授。
陸軍大将の川島義之は曽祖父。

## 著書
- 『ベケットのアイルランド』水声社 2014
- 『演出家の誕生 演劇の近代とその変遷』彩流社、2016
- 『英国若者文学論 国家が拡張をあきらめたとき、若者はどのように大人になっていくのか』小鳥遊書房, 2022.5

### 共編
- 『サミュエル・ベケット! これからの批評』岡室美奈子,長島確共編 水声社 2012
- 『ベケットを見る八つの方法 批評のボーダレス』岡室美奈子共編 水声社 2013

翻訳
- ジェイムズ＆エリザベス・ノウルソン編著『サミュエル・ベケット証言録』田尻芳樹共訳 白水社 2008